# August Wilhelm von Bismarck
August Wilhelm von Bismarck (* 7. Juli 1750 in Berlin; † 3. Februar 1783) war ein preußischer Finanzminister.
Bismarck wurde als Sohn des preußischen Justizministers Levin-Friedrich von Bismarck geboren. Er wurde 1772 Referendar beim Kammergericht und 1775 Legationsrat im preußischen Außenministerium, im selben Jahr noch wurde er zum Kammerherrn ernannt und als außerordentlicher Gesandter an den Hof des Königs Christian VII. von Dänemark nach Kopenhagen geschickt, wo Ove Høegh-Guldberg für den kranken König die Geschäfte führte. Nach seiner Rückkehr 1782 wurde er als Geheimer Rat im Generaldirektorium preußischer Finanzminister. 
Er wurde auf dem Friedhof der Kirche seines ererbten Rittergutes Hirschfelde begraben.